# Апостольский нунций в Монголии
Апостольский нунций в Монголии — дипломатический представитель Святого Престола в Монголии. Данный дипломатический пост занимает церковно-дипломатический представитель Ватикана в ранге посла. Апостольская нунциатура в Монголии была учреждена на постоянной основе 4 апреля 1992 года.
В настоящее время Апостольским нунцием в Монголии является архиепископ Джованни Гаспари, назначенный Папой Франциском 2 марта 2024 года.

## История
Апостольская нунциатура в Монголии была учреждена на постоянной основе 4 апреля 1992 года, папой римским Иоанном Павлом II. Однако апостольский нунций не имеет официальной резиденции в Монголии, в его столице Улан-Баторе и является апостольским нунцием по совместительству, эпизодически навещая страну. Резиденцией апостольского нунция в Монголии является Сеул — столица Республики Корея.

## Апостольские нунции в Монголии
- Джон Булайтис — (8 сентября 1992 — 25 марта 1997 — назначен апостольским нунцием в Албании);
- Джованни Баттиста Морандини — (23 апреля 1997 — 6 марта 2004 — назначен апостольским нунцием в Сирии);
- Эмиль-Поль Шерриг — (17 июня 2004 — 26 января 2008 — назначен апостольским нунцием в Дании, Исландии, Норвегии, Финляндии и Швеции);
- Освальдо Падилья — (26 апреля 2008 — 15 сентября 2017);
- Альфред Ксереб — (26 февраля 2018 — 8 декабря 2023 — назначен апостольским нунцием в Марокко);
- Джованни Гаспари — (2 марта 2024 — по настоящее время).